# Famille Niehoff

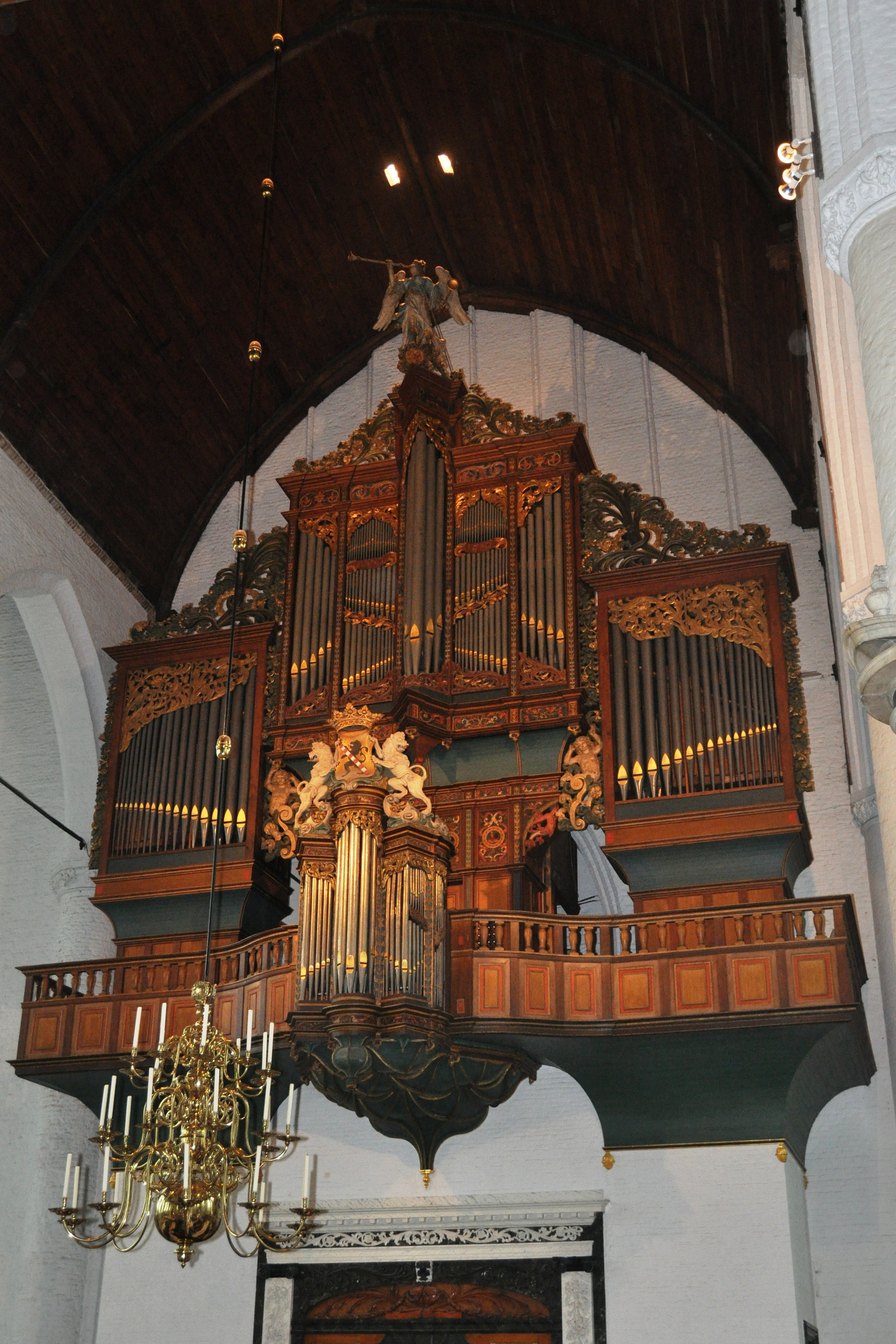
Orgue de la famille Niehoff dans la Grote de St. Janskerk à Schiedam.

La famille Niehoff était une famille hollandaise de facteurs d'orgues du XVIe siècle. 

## Hendrik Niehoff
Hendrik Niehoff (vers 1495 - 1560) est le premier facteur d'orgues connu de la famille Niehoff. Dans certains documents, il est question de Hendrik van Munster. Cependant, il n'est pas assuré que Hendrik van Munster et Hendrik Niehoff soient une seule et même personne. On ne sait pas non plus si l'on peut en déduire qu'il est originaire de la ville allemande de Münster . Il a appris le métier auprès du facteur d'orgues bien connu Jan Covelens . Il vit à Bois-le-Duc depuis le milieu des années 1530. 
Hendrik Niehof a été l'un des facteurs d'orgues les plus importants de son temps et il a exercé une grande influence sur le développement de l'orgue aux Pays-Bas et en Allemagne du Nord. Des nombreux orgues qu'il a construits, il en reste très peu. Certains des instruments les plus importants qu'il a construits ou auxquels il a apporté une contribution importante sont : 
- Maastricht, Basilique Saint-Servais (1525 avec Jan Covelens)
- Kampen, Sint Niklaas (1527 avec Jan Covelens)
- Kampen, Sint Niklaas (1540)
- Naaldwijk (avant 1540)
- Schoonhoven (avant 1540, buffet conservé (de Adriaan Schalken). Aujourd'hui installé comme orgue transept au St. Laurenskerk de Rotterdam)
- Amsterdam, Oude Kerk, orgue principal (1545, remplacé en 1724)
- Amsterdam, Oude Kerk, orgue du transept (1545, remplacé en 1658)
- Tongerloo (1543)
- Enkhuizen (1547)
- Bois-le-Duc, Cathédrale Sint Jan (1533/1540, vendu à Friesland en 1545)
- Bois-le-Duc, Sint Jan, orgue de tour (1540, incendié en 1584)
- Bois-le-Duc, Sint Jan (1548)
- Bois-le-Duc, Sint Jan, orgue Doxaal (1566, incendié en 1584)
- Baseldonk (1542)
- Utrecht (1545)
- Delft, Oude Kerk (1545)
- Delft, Nieuwe Kerk (1548)
- Zierikzee (1548)
- Hambourg, Sankt-Petri (1550)
- Lunebourg, St. Johannis (1552)
- Hambourg, Église Sainte-Catherine (1552)
- Gouda, St. Jan (1556, construit pour le prix de 380 florins Carolus et 200 livres de fromage de Gouda ! Le buffet de cet instrument est actuellement installé à Abcoude)
- Schiedam (1553)
- Woerden (1555)
- Bergen op Zoom (1555)
- Brouwershaven (1557)
- Gouda, Grote de Sint-Janskerk (1558, 1730 remplacé)
- Beek (Brée) (1593, remplacé en 1739 par l'orgue Gilman avec coupure de tuyaux)

## Hermann Niehoff
Hermann Niehoff était un frère d'Hendrik Niehoff. Il s'installa comme organiste et facteur d'orgues à Leeuwarden . Il a travaillé avec Hendrik à la construction du grand orgue de l'Oude Kerk à Amsterdam. 

## Nicolaas Niehoff
Nicolaas Niehoff était un fils d'Hendrik Niehoff. À partir de 1578, il vécut à Cologne pendant quelques années, mais revint plus tard à 's-Bois-le-Duc. À Cologne, il avait déjà construit un orgue pour la cathédrale en 1573. Il a également construit des orgues à Baal (1555), à Zoutleeuw (1559) et à la cathédrale Saint-Quintinus de Hasselt (1594). 

## Jacob Niehoff
Jacob Niehoff était un fils de Nicolaas Niehoff. Il a déménagé à Cologne avec son père en 1578 et a continué à y vivre. Il a notamment travaillé avec son père à l'orgue de Hasselt. 